# آلترناتیو برای آلمان
آلترناتیو برای آلمان یا جایگزین برای آلمان (آلمانی: Alternative für Deutschland, AfD، تلفظ در آلمانی: [a:ʔɛfˈde:] ) یک حزب راست افراطی، پوپولیستی راست‌گرا، و ملی‌محافظه‌کار در آلمان است. آاف‌د یک حزب اروپاشکاک و طرفدار روسیه است و با مهاجرت به آلمان، به‌ویژه مهاجرت مسلمانان مخالفت می‌کند. نام حزب به‌گونه‌ای انتخاب شده که مخالفتش با سیاست‌های آنگلا مرکل را که مبتنی بر مفهوم Alternativlosigkeit (ت.ت. 'بدون آلترناتیو') بود، منعکس کند؛ اصطلاحی آلمانی برای «هیچ جایگزینی وجود ندارد». ادارهٔ فدرال نگهبانی از قانون اساسی، آژانس اطلاعات داخلی آلمان، این حزب را به‌عنوان یک سازمان «مشکوک به افراط‌گرایی» طبقه‌بندی کرده است.
این حزب در آوریل ۲۰۱۳ تأسیس شد و در انتخابات فدرال آلمان (۲۰۱۳) به‌سختی از رسیدن به حد نصاب انتخاباتی ۵٪ برای ورود به بوندستاگ بازماند. در انتخابات پارلمان اروپا در سال ۲۰۱۴، آاف‌د با عضویت در گروه محافظه‌کاران و اصلاح‌طلبان اروپا هفت کرسی کسب کرد. تا اکتبر ۲۰۱۷، این حزب در ۱۴ ایالت از ۱۶ ایالت آلمان به پارلمان‌های ایالتی راه یافت و در انتخابات فدرال آلمان (۲۰۱۷) با ۹۴ کرسی به سومین حزب بزرگ کشور و بزرگ‌ترین حزب مخالف تبدیل شد. نامزدهای اصلی آن در این انتخابات الکساندر گاولاند و آلیس وایدل بودند. در انتخابات ۲۰۲۱، آاف‌د به جایگاه پنجم سقوط کرد. با این‌حال، در انتخابات ۲۰۲۵ با کسب ۲۰٫۸٪ آرا، به دومین حزب بزرگ بدل شد و جایگاه خود به‌عنوان بزرگ‌ترین حزب مخالف را حفظ کرد.
آاف‌د توسط الکساندر گاولاند، برند لوکه و برخی اعضای پیشین اتحادیه دموکرات مسیحی آلمان (CDU) تأسیس شد تا به‌عنوان جایگزینی راست‌گرا و معتدل در نقد سیاست‌های منطقهٔ یورو عمل کند. در آغاز، این حزب خود را اقتصاداً لیبرال، اروپاشکاک و محافظه‌کارانه معرفی می‌کرد. اما به‌تدریج مواضع خود را به راست افراطی سوق داد، و تحت رهبری‌های مختلف، سیاست‌های ضد مهاجرت، ضد اسلام و ضد اتحادیهٔ اروپا را دنبال کرد. از سال ۲۰۱۵، ایدئولوژی آاف‌د با ملی‌گرایی آلمانی، ملی‌گرایی مردم‌محور و محافظه‌کاری ملی شناخته می‌شود، و تمرکز سیاستی آن بر نقد اسلام، مخالفت با مهاجرت، شوونیسم رفاهی، اروپاشکاکی، انکار تغییرات اقلیمی ناشی از انسان و تمایل به نزدیکی با روسیه است.
برخی از شاخه‌ها و جناح‌های آاف‌د به ارتباط با جنبش‌های ملی‌گرای افراطی مانند پگیدا، Neue Rechte و جنبش هویت‌خواهی متهم شده‌اند، و همچنین استفاده از بازنگری تاریخی و بیگانه‌هراسی به آن‌ها نسبت داده شده است. از سال ۲۰۱۸، دفاتر ایالتی حفاظت از قانون اساسی، آاف‌د را زیر نظر دارند. رهبران حزب انکار کرده‌اند که این حزب نژادپرست است، ولی در درون حزب بر سر رابطه با چنین گروه‌هایی اختلاف‌نظر وجود دارد. در ژانویهٔ ۲۰۲۲، یورگ مویتن، رهبر وقت حزب، پس از شکست در نبرد قدرت، فوراً از ریاست حزب کناره‌گیری کرد و از آاف‌د خارج شد. او گفت که حزب بسیار به راست افراطی سوق پیدا کرده، صفاتی تمامیت‌خواهانه یافته و دیگر بر پایه نظام پایهٔ دموکراتیک لیبرال استوار نیست. برند لوکه نیز در سال ۲۰۱۵ با استدلالی مشابه حزب را ترک کرده بود.
پایگاه رأی آاف‌د عمدتاً در نواحی سابق جمهوری دموکراتیک آلمان (آلمان شرقی)، به‌ویژه ایالت‌های زاکسن و تورینگن قرار دارد؛ که این امر ناشی از مشکلات اقتصادی و اجتماعی باقی‌مانده پس از اتحاد آلمان و گرایش بیشتر رأی‌دهندگان شرق به رهبری اقتدارگراست. در انتخابات فدرال آلمان (۲۰۲۱)، این حزب در مجموع از رتبهٔ سوم به پنجم سقوط کرد، اما در ایالت‌های شرقی (آلمان شرقی سابق) پیشرفت داشت. در برلین شرقی دوم شد، درحالی‌که در غرب در رتبهٔ پنجم قرار گرفت. در انتخابات فدرال آلمان (۲۰۲۵)، آاف‌د با ۲۰٫۸٪ آرا، دوم شد و موقعیت خود به‌عنوان بزرگ‌ترین حزب مخالف را تثبیت کرد.

## تاریخچه

### پیش‌زمینه
در سپتامبر ۲۰۱۲، الکساندر گاولاند، برند لوکه، و کنراد آدام گروه سیاسی «آلترناتیو انتخاباتی ۲۰۱۳» (آلمانی: Wahlalternative 2013) را در باد نائوهایم بنیان گذاشتند تا با سیاست‌های فدرال آلمان دربارهٔ بحران مالی منطقهٔ یورو مخالفت کنند و با کمک‌های مالی آلمان به کشورهای فقیرتر جنوب اروپا مقابله نمایند. بیانیهٔ این گروه با حمایت چندین اقتصاددان، روزنامه‌نگار و مدیر تجاری منتشر شد و در آن آمده بود که منطقهٔ یورو به‌عنوان یک منطقهٔ پولی "نامناسب" ثابت شده و کشورهای جنوب اروپا "زیر فشار رقابتی یورو در حال فرو رفتن در فقر هستند".
برخی از نامزدهای گروهی که بعدها به آاف‌د تبدیل شد، در ایالت نیدرزاکسن با عنوان «آلترناتیو انتخاباتی ۲۰۱۳» و در ائتلاف با رأی‌دهندگان آزاد (که نهادی محلی بدون سیاست‌های فدرال یا خارجی مشخص است) در انتخابات شرکت کردند و ۱٪ آرا را به‌دست آوردند. در فوریهٔ ۲۰۱۳، این گروه تصمیم گرفت حزبی تازه برای رقابت در انتخابات فدرال ۲۰۱۳ تأسیس کند. طبق ایمیلی فاش‌شده از برند لوکه، رهبری رأی‌دهندگان آزاد از پیوستن به این طرح خودداری کرده بود.

### تأسیس

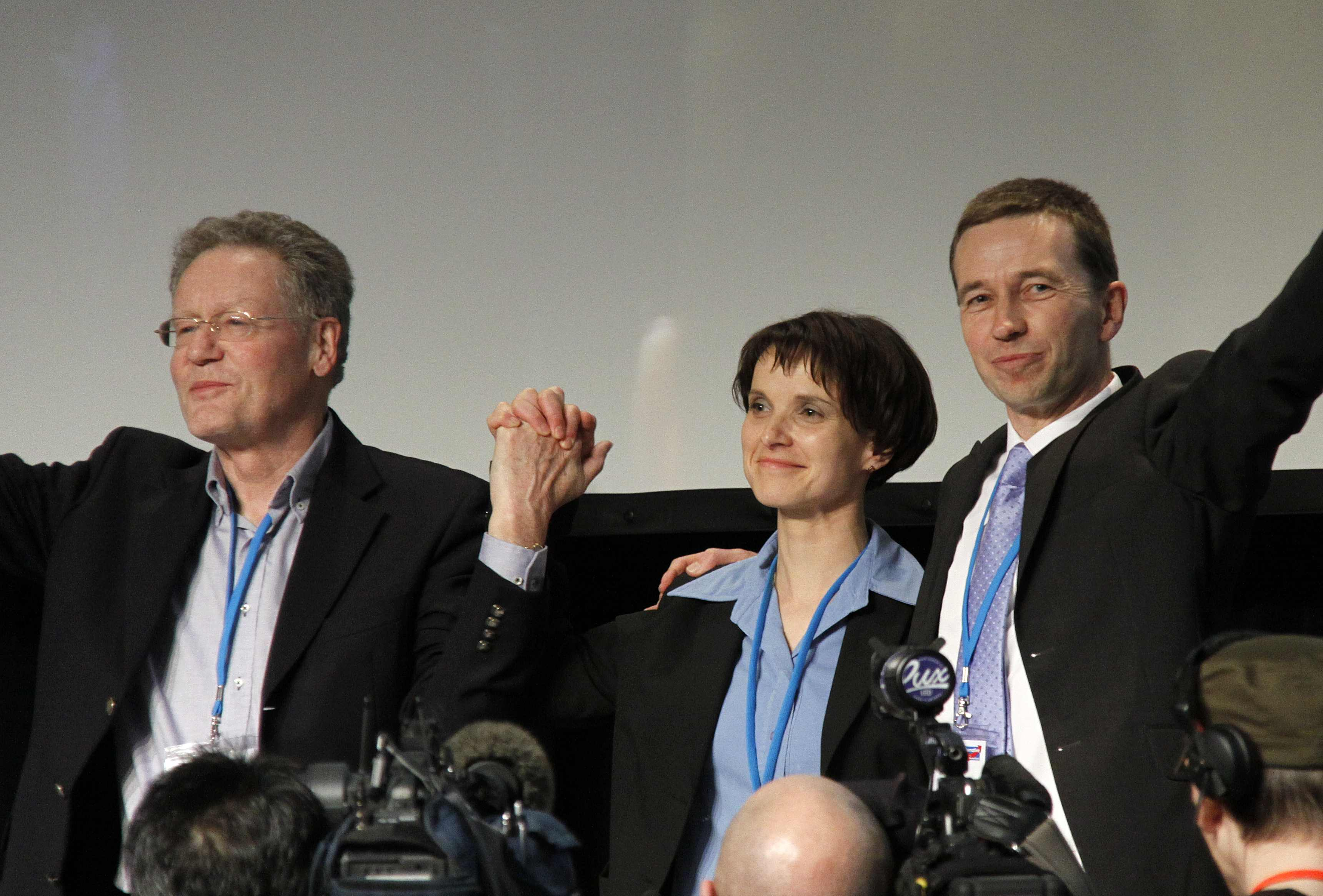
کنراد آدام (چپ)، فراوکه پتری و برند لوکه در نخستین کنگرهٔ آاف‌د در ۱۴ آوریل ۲۰۱۳ در برلین

این حزب در ۶ فوریهٔ ۲۰۱۳ تأسیس شد. در ۱۴ آوریل ۲۰۱۳، آاف‌د با برگزاری نخستین کنگرهٔ خود در برلین، انتخاب رهبری حزب و تصویب برنامهٔ حزبی، رسماً موجودیتش را به اطلاع عموم رساند. برند لوکه، فراوکه پتری، و کنراد آدام به‌عنوان سخنگویان حزب انتخاب شدند. هیئت فدرال آاف‌د همچنین الکساندر گاولاند، رولاند کلاوس و پاتریشیا کازاله را به‌عنوان سه نایب‌رئیس برگزید. نوربرت اشتنزل به‌عنوان خزانه‌دار، و ایرینا اسمیرنووا، بیاتریکس دیفنباخ و ولف-یواخیم شونه‌مان به‌عنوان سه عضو علی‌البدل انتخاب شدند. یواخیم استاربتی، همراه با یورن کروزه، هلگا لوکنباخ، دیرک مایر و رولاند فوبل به عضویت هیئت مشورتی علمی حزب درآمدند. بین ۳۱ مارس تا ۱۲ مهٔ ۲۰۱۳، آاف‌د در همهٔ ۱۶ ایالت آلمان شعبه‌های ایالتی خود را تأسیس کرد تا در انتخابات فدرال شرکت کند. در ۱۵ ژوئن ۲۰۱۳، سازمان جوانان حزب با عنوان آلترناتیو جوان برای آلمان در دارمشتات تأسیس شد. در جریان سفر نخست‌وزیر بریتانیا، دیوید کامرون، به آلمان در آوریل ۲۰۱۳، گزارش شد که حزب محافظه‌کار بریتانیا با آاف‌د و رأی‌دهندگان آزاد تماس گرفته تا دربارهٔ امکان همکاری، با حمایت گروه محافظه‌کاران و اصلاح‌طلبان اروپا (ECR) در پارلمان اروپا گفت‌وگو کند. در ژوئن ۲۰۱۳، برند لوکه در نشستی پرسش و پاسخ که توسط گروه بروژ، اندیشکده‌ای نزدیک به حزب محافظه‌کار بریتانیا، در لندن برگزار شد، سخنرانی کرد. در گزارشی تحلیلی در روزنامهٔ محافظه‌کار فرانکفورتر آلگماینه زایتونگ در آوریل ۲۰۱۳، خبرنگار سیاسی مقیم برلین، ماجید ستار، فاش کرد که حزب سوسیال دموکرات آلمان و اتحادیهٔ دموکرات مسیحی (CDU) به‌منظور مهار رشد و جاذبهٔ آاف‌د، تحقیقات ضدحزبی انجام داده‌اند.
با موضع‌گیری برای کنار گذاشتن یورو، آاف‌د سیاستی رادیکال‌تر از رأی‌دهندگان آزاد اتخاذ کرد. حزب دزدان دریایی آلمان در کنگرهٔ بهار ۲۰۱۳ خود هرگونه ائتلاف با آاف‌د را رد کرد. حامیان اولیهٔ آاف‌د همان اقتصاددانان، مدیران و روزنامه‌نگاران سرشناسی بودند که از «آلترناتیو انتخاباتی ۲۰۱۳» نیز حمایت کرده بودند. این گروه شامل اعضای سابق اتحادیه دموکرات مسیحی آلمان (CDU) نیز می‌شد که پیش‌تر در دادگاه قانون اساسی فدرال آلمان سیاست‌های دولت در منطقهٔ یورو را به چالش کشیده بودند. آاف‌د خود را انشعابی از  اتحادیه‌ٔ دموکرات مسیحی آلمان نمی‌دانست، زیرا در میان اعضای اولیه‌اش همچنین یک رهبر ایالتی سابق از حزب دموکرات آزاد آلمان و اعضای فدراسیون رأی‌دهندگان مستقل، که یک گروه فشار متشکل از مستقل‌ها و کارآفرینان خرد بود، حضور داشتند.

### رهبری لوکه (۲۰۱۳–۲۰۱۵)

درصد آرای فهرست حزبی آاف‌د در انتخابات فدرال ۲۰۱۳ آلمان، نتایج نهایی

در ۲۲ سپتامبر ۲۰۱۳، آاف‌د در انتخابات فدرال ۲۰۱۳ موفق شد ۴٫۷٪ از آرا را به‌دست آورد، و تنها اندکی کمتر از حد نصاب ۵٪ برای ورود به بوندستاگ کسب کرد. این حزب حدود دو میلیون رأی فهرستی و ۸۱۰٬۰۰۰ رأی حوزه‌ای به‌دست آورد، که معادل ۱٫۹٪ از کل آرا در آلمان بود.

آاف‌د در انتخابات ایالتی باواریا (۲۰۱۳) که در ۱۵ سپتامبر برگزار شد، شرکت نکرد. این حزب نخستین حضور خود را در یک پارلمان ایالتی از طریق پیوستن یوشن پائولوس، نمایندهٔ منشعب از حزب دموکرات آزاد آلمان به آاف‌د در مهٔ ۲۰۱۳ تجربه کرد؛ وی در انتخابات بعدی موفق به راه‌یابی مجدد نشد و در ژانویهٔ ۲۰۱۴ از سمت خود کناره گرفت. در انتخابات ایالتی هسن (۲۰۱۳) که هم‌زمان با انتخابات فدرال در ۲۲ سپتامبر برگزار شد، آاف‌د با کسب تنها ۴٪ از آرا موفق به ورود به پارلمان ایالتی نشد.

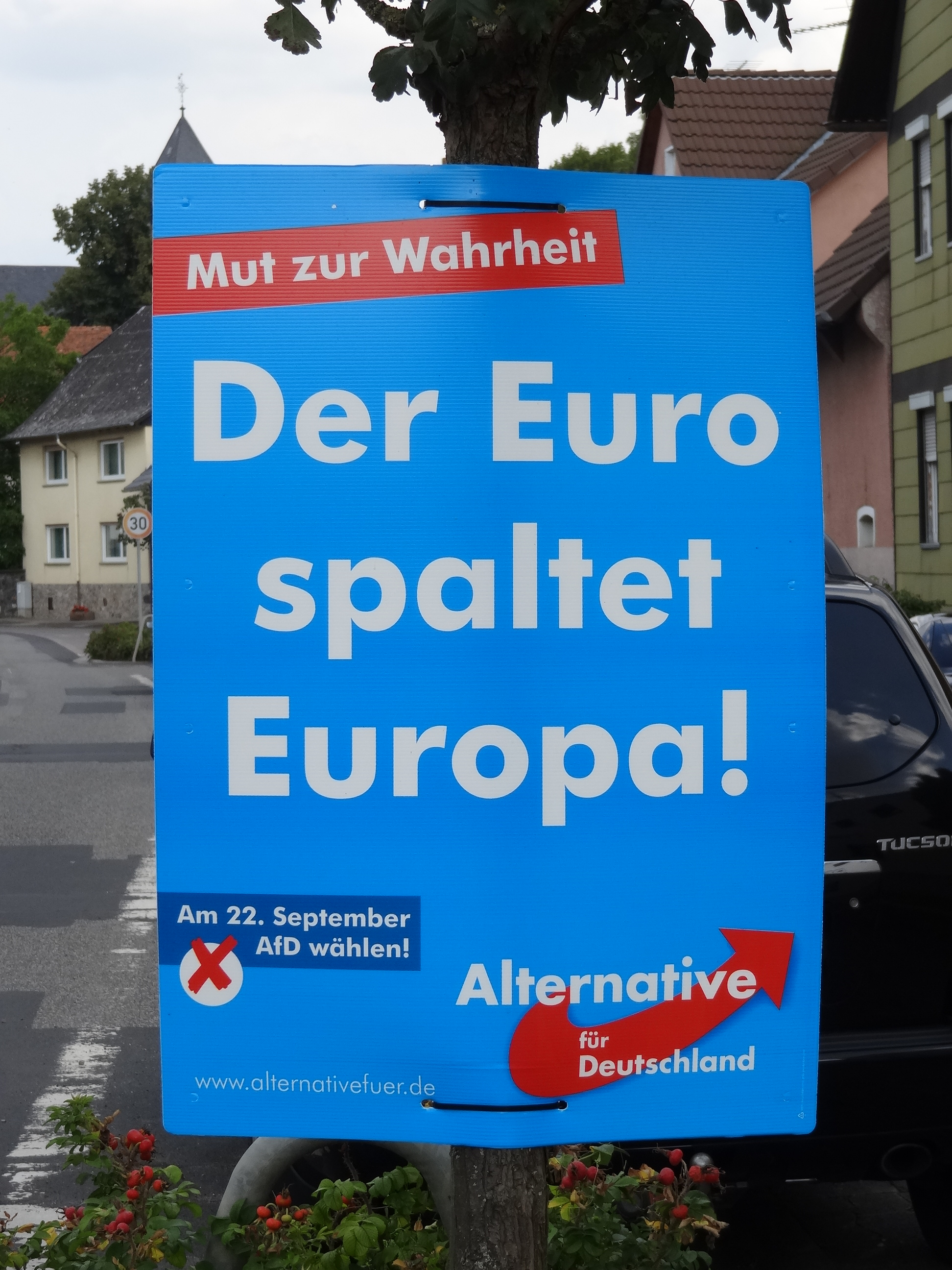
شعار پیشین «شهامت برای حقیقت! یورو اروپا را تقسیم می‌کند!» روی پوستر انتخاباتی سال ۲۰۱۳

در اوایل ۲۰۱۴، دادگاه قانون اساسی فدرال آلمان قانون مربوط به حد نصاب ۳٪ برای ورود به پارلمان اروپا را مغایر با قانون اساسی اعلام کرد و بدین‌ترتیب انتخابات پارلمان اروپا در سال ۲۰۱۴ نخستین انتخاباتی در آلمان بود که بدون هیچ حد نصابی برگزار شد.
آاف‌د در ۲۵ ژانویهٔ ۲۰۱۴ گردهمایی حزبی‌ای در ورزشگاه فرانکنشتولتز، واقع در آشافنبورگ در شمال غربی بایرن برگزار کرد. در این نشست، شعار جدید حزب Mut zu Deutschland («شهامت برای آلمان») جایگزین شعار قبلی Mut zur Wahrheit (ت.ت. 'شهامت برای گفتن حقیقت') شد. این تغییر موجب اختلاف‌نظر در میان هیئت فدرال شد، چرا که برخی نگران بودند حزب بیش‌ازحد ضد اروپایی دیده شود. در نهایت، توافق شد تا شعار «MUT ZU D*EU*TSCHLAND» استفاده شود، به‌گونه‌ای که «EU» در واژهٔ «DEUTSCHLAND» با دوازده ستارهٔ پرچم اروپا احاطه شده باشد. در ۲۶ ژانویه ۲۰۱۴، حزب شش نامزد نخست خود را برای انتخابات پارلمان اروپا انتخاب کرد و در آخر هفتهٔ بعد، باقی نامزدهای لیست را نیز برگزید. نامزدهای ردهٔ ۷ تا ۲۸ در فهرست حزبی، در اول فوریه در برلین انتخاب شدند. برند لوکه به‌عنوان نامزد اول فهرست برگزیده شد.

در فوریهٔ ۲۰۱۴، مقام‌های آاف‌د اعلام کردند که گفت‌وگوهایی دربارهٔ ائتلاف احتمالی با حزب استقلال پادشاهی متحد (UKIP)، حزب ضد اتحادیهٔ اروپا بریتانیا، داشته‌اند؛ اما برند لوکه و هیئت فدرال آاف‌د با این ائتلاف مخالفت کردند. آن‌ها همچنین دربارهٔ همکاری با گروه محافظه‌کاران و اصلاح‌طلبان اروپا (ECR)، که حزب محافظه‌کار بریتانیا عضو آن است، وارد مذاکره شدند. در آوریل ۲۰۱۴، هانس-اُلاف هنکل، نامزد دوم آاف‌د در فهرست انتخابات پارلمان اروپا، تشکیل ائتلاف با حزب استقلال پادشاهی متحد را رد کرد، و حزب محافظه‌کار بریتانیا را شریک ترجیحی آاف‌د در پارلمان اروپا دانست. در ۱۰ مهٔ ۲۰۱۴، برند لوکه با احزاب چک و لهستانی عضو گروه محافظه‌کاران و اصلاح‌طلبان اروپا وارد گفت‌وگو شد.

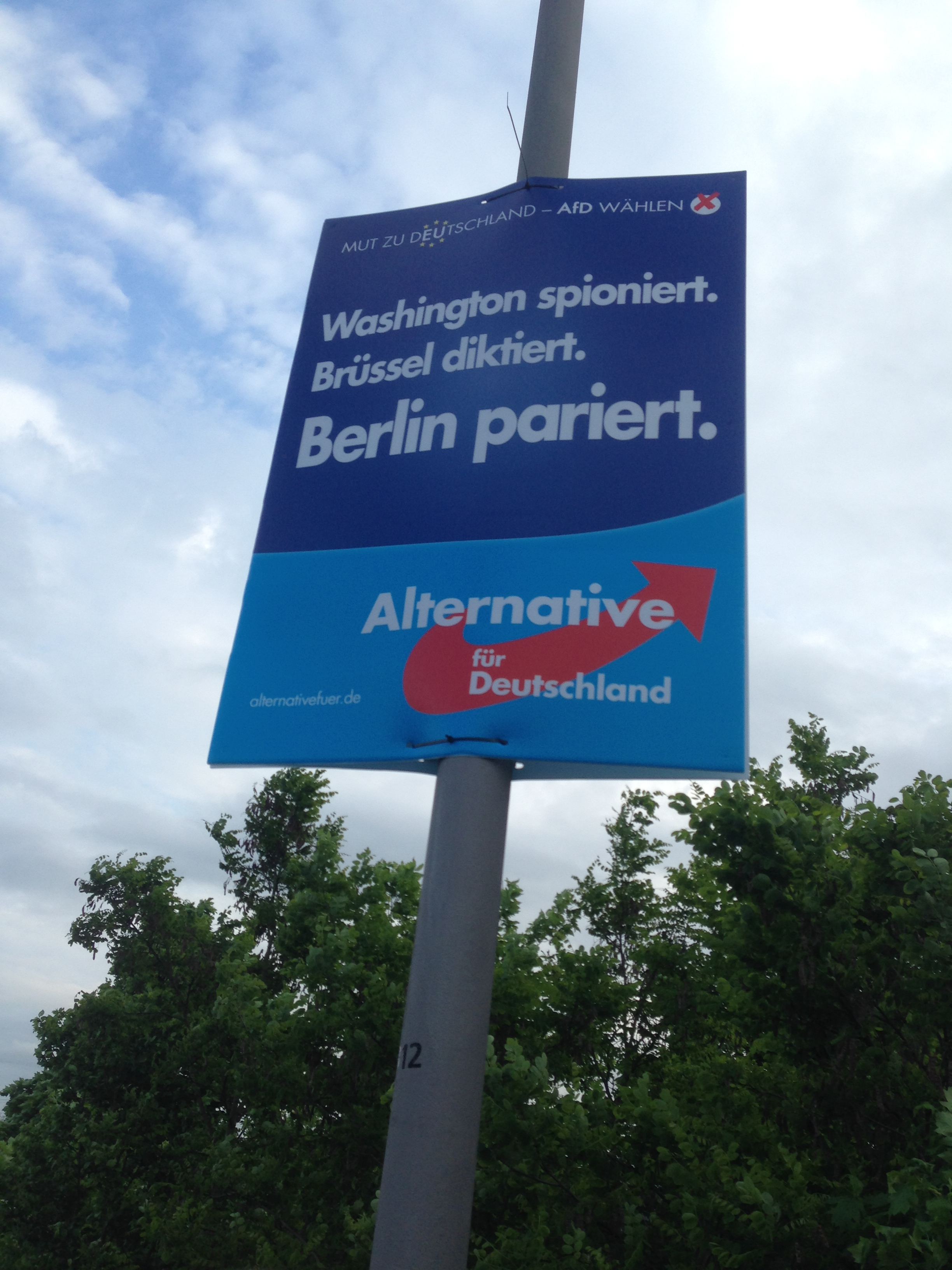
پوستر انتخاباتی آاف‌د از سال ۲۰۱۴ با شعار «واشینگتن جاسوسی می‌کند. بروکسل دیکته می‌کند. برلین اطاعت می‌کند.»

در انتخابات پارلمان اروپا در ۲۵ مهٔ ۲۰۱۴، آاف‌د در آلمان به رتبهٔ پنجم رسید و با کسب ۷٫۱٪ از آرای ملی (۲٬۰۶۵٬۱۶۲ رأی) توانست هفت نمایندهٔ پارلمان اروپا (MEP) به دست آورد. در ۱۲ ژوئن ۲۰۱۴، اعلام شد که آاف‌د به گروه محافظه‌کاران و اصلاح‌طلبان اروپا در پارلمان اروپا پذیرفته شده‌است. نتیجهٔ رسمی رأی‌گیری اعلام نشد، اما گفته شد که ۲۹ رأی موافق در برابر ۲۶ رأی مخالف وجود داشته‌است. عضویت آاف‌د در گروه محافظه‌کاران و اصلاح‌طلبان اروپا تنش‌های خفیفی میان صدراعظم آلمان آنگلا مرکل و نخست‌وزیر بریتانیا دیوید کامرون ایجاد کرد.
در ۳۱ اوت، آاف‌د در انتخابات ایالتی زاکسن (۲۰۱۴) موفق به کسب ۹٫۷٪ آرا شد، و ۱۴ کرسی در مجلس ایالتی زاکسن به‌دست آورد. در ۱۴ سپتامبر، آاف‌د در انتخابات ایالتی تورینگن (۲۰۱۴) به ۱۰٫۶٪ و در انتخابات ایالتی براندنبورگ (۲۰۱۴) به ۱۲٫۲٪ آرا دست یافت، و در هر دو پارلمان ایالتی ۱۱ کرسی به دست آورد.
در ۱۵ فوریهٔ ۲۰۱۵، آاف‌د در انتخابات ایالتی هامبورگ (۲۰۱۵) توانست ۶٫۱٪ آرا را کسب کند و هشت کرسی در مجلس ایالتی هامبورگ به‌دست آورد، که نخستین حضور این حزب در یک ایالت غربی آلمان بود.در ۱۰ مهٔ ۲۰۱۵، آاف‌د در انتخابات ایالتی برمن (۲۰۱۵) با ۵٫۵٪ آرا و مشارکت ۵۰ درصدی، موفق به راه‌یابی به پنجمین پارلمان ایالتی خود شد.

### رهبری پتری (۲۰۱۵–۲۰۱۷)
پس از ماه‌ها کشمکش درون‌حزبی و لغو نشست حزبی در ژوئن ۲۰۱۵، فراوکه پتری در ۴ ژوئیهٔ ۲۰۱۵ با کسب ۶۰٪ آرای اعضا، در کنگرهٔ حزب در اسن به‌عنوان سخنگوی اصلی حزب به‌صورت دفاکتو جانشین برند لوکه شد. پتری عضو جناح ملی‌محافظه‌کار آاف‌د بود. رهبری او به‌طور گسترده به‌عنوان نشانه‌ای از چرخش بیشتر حزب به راست تفسیر شد، با تمرکز بر مسائلی چون مهاجرت، اسلام، و تقویت روابط با روسیه؛ تغییری که لوکه از آن به‌عنوان تبدیل شدن حزب به «حزبی مانند پگیدا» یاد کرد. در هفتهٔ پس از انتخاب پتری، پنج نمایندهٔ آاف‌د در پارلمان اروپا در ۷ ژوئیه از حزب خارج شدند و تنها بئاتریکس فون شتورخ و مارکوس پرتسل باقی ماندند. لوکه نیز در ۸ ژوئیه اعلام کرد که از آاف‌د کناره‌گیری می‌کند، و دلیل آن را رشد گرایش‌های بیگانه‌هراسانه و طرفدار روسیه در حزب عنوان کرد. در گردهمایی گروه بیدارباش (Weckruf 2015) در ۱۹ ژوئیه ۲۰۱۵، برند لوکه و شماری از اعضای پیشین آاف‌د اعلام کردند که حزبی جدید با عنوان ائتلاف برای پیشرفت و نوسازی را با تکیه بر اصول بنیان‌گذاری آاف‌د تشکیل خواهند داد. این حزب تازه بعداً به اصلاح‌طلبان محافظه‌کار لیبرال تغییر نام داد، اما در انتخابات موفقیت چندانی نداشت.
در فوریهٔ ۲۰۱۶، آاف‌د پیمان همکاری با حزب آزادی اتریش (FPÖ) بست. در ۸ مارس ۲۰۱۶، هیئت رئیسهٔ گروه محافظه‌کاران و اصلاح‌طلبان اروپا روند اخراج آاف‌د را از این گروه آغاز کرد، به‌دلیل پیوندهایش با حزب راست افراطی آزادی اتریش، و از دو نمایندهٔ باقی‌ماندهٔ آاف‌د در پارلمان اروپا خواست تا تا ۳۱ مارس به‌طور داوطلبانه گروه را ترک کنند. در غیر این صورت، قرار بود در ۱۲ آوریل رأی‌گیری برای اخراج رسمی آن‌ها صورت گیرد. بئاتریکس فون شتورخ در ۸ آوریل گروه محافظه‌کاران و اصلاح‌طلبان اروپا را ترک کرد و به اروپای آزادی و دموکراسی مستقیم پیوست، و مارکوس پرتسل نیز در ۱۲ آوریل ۲۰۱۶ به‌صورت رسمی از گروه اخراج شد.
با تداوم بحران ۲۰۱۵ مهاجران اروپا به‌عنوان مسئلهٔ غالب ملی، در ۱۳ مارس انتخابات در سه ایالت بادن-وورتمبرگ، راینلاند-فالتس و زاکسن-آنهالت برگزار شد و آاف‌د در هر سه ایالت توانست درصدی دورقمی از آرا را به‌دست آورد. در انتخابات ایالتی زاکسن-آنهالت (۲۰۱۶)، آاف‌د با کسب ۲۴٫۲٪ از آرا در رتبهٔ دوم مجلس ایالتی قرار گرفت. در انتخابات ایالتی بادن-وورتمبرگ (۲۰۱۶)، آاف‌د با ۱۵٫۱٪ رأی سوم شد. در انتخابات ایالتی راینلاند-فالتس (۲۰۱۶)، آاف‌د با ۱۲٫۶٪ رأی نیز رتبهٔ سوم را به‌دست آورد. در ایالت زادگاه آنگلا مرکل، یعنی مکلنبورگ-فورپومرن، اتحادیه دموکرات مسیحی آلمان (CDU) با عملکرد قوی آاف‌د که برای نخستین‌بار در سطح ایالتی در این منطقه رقابت می‌کرد، به رتبهٔ سوم سقوط کرد. آاف‌د با کسب ۲۰٫۸٪ آرا در انتخابات ایالتی مکلنبورگ-فورپومرن (۲۰۱۶) در جایگاه دوم قرار گرفت. به‌نظر می‌رسد حمایت از آاف‌د در مکلنبورگ-فورپومرن از میان رأی‌دهندگان احزاب چپ و راست به‌دست آمده باشد؛ به‌طوری‌که حمایت از حزب سوسیال دموکرات آلمان ۴٫۹٪، اتحادیه دموکرات مسیحی آلمان ۴٫۱٪، حزب چپ ۵٫۲٪، اتحاد ۹۰/سبزها ۳٫۹٪ کاهش یافت و حمایت از حزب دموکرات ملی آلمان (NPD) به نصف رسید و به ۳٪ سقوط کرد. رشد آاف‌د باعث شد که سبزها و حزب دموکرات ملی آلمان از عبور از آستانهٔ ۵٪ باز بمانند و کرسی‌های خود در مجلس ایالتی مکلنبورگ-فورپومرن را از دست بدهند. در انتخابات ایالتی برلین (۲۰۱۶)، که آاف‌د نیز برای نخستین‌بار در آن شرکت کرد، این حزب موفق شد ۱۴٫۲٪ رأی کسب کند و به‌عنوان پنجمین حزب بزرگ وارد مجلس ایالتی شود. به‌نظر می‌رسد این آرا به‌طور مساوی از سوی رای‌دهندگان حزب سوسیال دموکرات آلمان و اتحادیه دموکرات مسیحی آلمان آمده باشد، که به‌ترتیب با کاهش ۶٫۷٪ و ۵٫۷٪ مواجه شدند.
در کنگرهٔ حزبی برگزارشده بین ۳۰ آوریل تا ۱ مهٔ ۲۰۱۶، آاف‌د سیاست‌نامه‌ای با تمرکز بر مخالفت با اسلام تصویب کرد. در این سیاست‌نامه، خواستار ممنوعیت نمادهای اسلامی از جمله برقع، مناره و اذان شد و شعار «اسلام بخشی از آلمان نیست» را مطرح کرد.

### رهبری یورگ مویتن (۲۰۱۷–۲۰۲۲)

درصد آرای فهرستی آاف‌د در انتخابات فدرال ۲۰۱۷ آلمان، نتایج نهایی

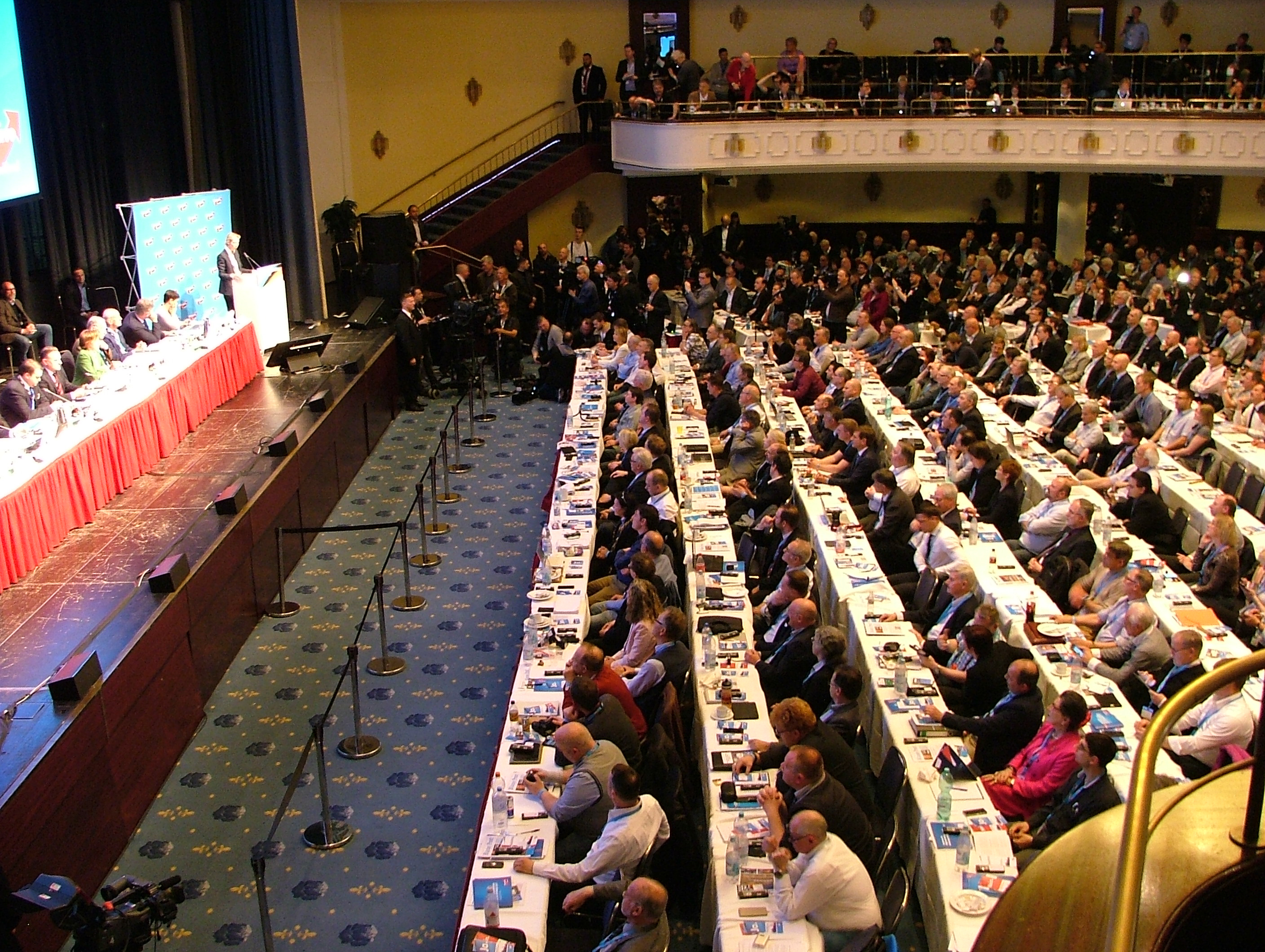
کنگرهٔ ملی حزب در کلن، آوریل ۲۰۱۷

در کنگرهٔ حزبی آوریل ۲۰۱۷، فراوکه پتری اعلام کرد که قصد ندارد به‌عنوان نامزد اصلی حزب در انتخابات فدرال ۲۰۱۷ شرکت کند. این تصمیم در بستر رقابت‌های درون‌حزبی اتخاذ شد، چراکه حمایت از حزب در نظرسنجی‌ها از ۱۵٪ در تابستان ۲۰۱۶ به ۷٪ پیش از کنگره کاهش یافته بود. بیورن هوکه از جناح راست افراطی حزب و پتری تلاش می‌کردند یکدیگر را از حزب کنار بزنند. تصمیم پتری تا حدی تلاشی برای پرهیز از رأی‌گیری دربارهٔ نامزدی‌اش در کنگره تلقی شد. حزب الکساندر گاولند، محافظه‌کاری سرسخت و عضو پیشین اتحادیه دموکرات مسیحی آلمان را برای رهبری در انتخابات برگزید. گاولند از باقی‌ماندن هوکه در حزب حمایت می‌کرد. آلیس وایدل، که دیدگاه‌هایی معتدل‌تر و نئولیبرال‌تر دارد، به‌عنوان معاون و همراه انتخاباتی او برگزیده شد. حزب در این کنگره سیاست‌نامه‌ای را تصویب کرد که بنا به گزارش وال‌استریت ژورنال، خواستار بسته شدن مرزهای آلمان بر روی پناه‌جویان، پایان تحریم‌ها علیه روسیه، و خروج از اتحادیه اروپا در صورت عدم بازگرداندن حاکمیت ملی از بروکسل به برلین بود. همچنین این سیاست‌نامه خواستار اصلاح قانون اساسی برای سلب تابعیت آلمانی از افرادی بود که از والدینی غیرآلمانی زاده شده‌اند و مرتکب جرایم سنگین شده‌اند.
در انتخابات فدرال ۲۰۱۷، آاف‌د موفق به کسب ۱۲٫۶٪ آرا و ۹۴ کرسی در بوندستاگ شد؛ این نخستین حضور این حزب در پارلمان فدرال بود. حزب همچنین سه کرسی حوزه‌ای را مستقیماً به‌دست آورد، که طبق قانون قدیمی، برای دریافت کرسی‌های نسبی کافی بود؛ بر اساس این قانون، هر حزبی که دست‌کم سه کرسی حوزه‌ای کسب کند، بدون در نظر گرفتن حد نصاب ۵٪، مستحق دریافت سهمیهٔ کرسی‌های نسبی است.
در کنفرانس خبری روز بعد از انتخابات، فراوکه پتری اعلام کرد که به‌عنوان نمایندهٔ مستقل وارد بوندستاگ خواهد شد. او این تصمیم را به دلیل اظهارات افراطی برخی اعضا عنوان کرد که به‌گفتهٔ او، امکان ایفای نقش اپوزیسیون سازنده را از حزب گرفته بود و هدفش را شفاف‌سازی وجود اختلافات داخلی در آاف‌د دانست. پتری همچنین اعلام کرد که در آینده از حزب کناره‌گیری خواهد کرد. پتری در سپتامبر ۲۰۱۷ حزب آبی را بنیان گذاشت. چهار تن از اعضای آاف‌د در مجلس ایالتی مکلنبورگ-فورپومرن نیز، از جمله برنهارد ویلد، از حزب جدا شدند و گروه شهروندان برای مکلنبورگ-فورپومرن را تشکیل دادند، که در دسامبر ۲۰۱۸ منحل شد. در ۶ نوامبر ۲۰۱۹، پتری اعلام کرد که حزب آبی تا پایان سال منحل خواهد شد.
در سال ۲۰۱۸، آندره پوگن‌بورگ، رهبر منطقه‌ای آاف‌د در ایالت شرقی زاکسن-آنهالت، پس از بیان اظهارات نژادپرستانه علیه ترک‌ها و مهاجران دارای تابعیت دوگانه از سمت خود استعفا داد. او در سال ۲۰۱۹ حزبی راست‌افراطی به‌نام Aufbruch deutscher Patrioten – Mitteldeutschland (جنبش پیشرفت میهن‌پرستان آلمانی – آلمان میانه، به اختصار ADPM) تأسیس کرد، اما در اوت همان سال، پس از آن‌که درخواستش برای انحلال حزب و حمایت مجدد از آاف‌د در انتخابات ایالتی پاییز ۲۰۱۹ رد شد، از حزب جدید نیز کناره‌گیری کرد.
در آستانهٔ انتخابات فدرال آلمان (۲۰۲۱)، آاف‌د با شعار «آلمان. اما نُرمال» به کارزار انتخاباتی وارد شد و با مخالفت با قرنطینه‌های بیشتر در پاسخ به دنیاگیری کووید–۱۹ در آلمان موضع‌گیری کرد. با وجود تلاش‌هایی برای عادی‌سازی چهرهٔ حزب، آاف‌د از نظر اقتصادی به‌سمت راست متمایل‌تر شده و در مسائل فرهنگی و اجتماعی همچنان راست‌گرای شدید باقی ماند. به همین دلیل، برنامهٔ انتخاباتی حزب برای مشارکت در دولت، هنوز بسیار رادیکال ارزیابی شد.
در انتخابات فدرال، سهم آاف‌د از آرا کاهش یافت و به ۱۰٫۳٪ رسید (در مقایسه با ۱۲٫۶٪ در سال ۲۰۱۷)، اما این حزب به بزرگ‌ترین حزب در ایالت‌های زاکسن و تورینگن تبدیل شد و در ایالت‌های تازه نیز عملکرد خوبی داشت. نتایج حزب با تحلیل‌های متفاوتی از سوی اعضای آاف‌د و مفسران سیاسی روبه‌رو شد. مفسران، کاهش اندک آرا را ناشی از درگیری‌های درونی دانستند، در حالی‌که نامزدهایی چون آلیس وایدل رسانه‌ها را به جانبداری علیه حزب متهم کردند. کای آرتسهایمر، دانشمند علوم سیاسی، اظهار داشت که این نتیجه «نه پیشرفتی چشمگیر بود و نه فاجعه‌آمیز» و نشان داد که آاف‌د جایگاه خود را در سیاست ملی آلمان تثبیت کرده، اما فراتر از پایگاه اصلی خود نرفته است. تینو کروپالا و وایدل، دو نامزد اصلی، نتیجه را «محکم» خواندند، در حالی‌که سخنگوی حزب، یورگ مویتن، خواهان بازنگری در عملکرد حزب و حرکت به‌سمت «ارسال سیگنال‌های قوی به مرکز» برای جذب رأی‌دهندگان جدید شد. مویتن در ژانویهٔ ۲۰۲۲ از حزب کناره‌گیری کرد.

### رهبری کروپالا و وایدل (۲۰۲۲–تاکنون)
آاف‌د توانست سه کرسی خود را در انتخابات ایالتی زارلند (۲۰۲۲) حفظ کند. هم‌زمان، این حزب در انتخابات ایالتی اشلسویگ-هولشتاین (۲۰۲۲) تمام کرسی‌هایش را از دست داد. در انتخابات ایالتی نیدرزاکسن (۲۰۲۲) که در اکتبر برگزار شد، آاف‌د در مقایسه با سال ۲۰۱۷، ۹ کرسی بیشتر به دست آورد و به مجموع ۱۸ کرسی رسید. در انتخابات ایالت برلین (۲۰۲۳)، آاف‌د با چهار کرسی بیشتر نسبت به انتخابات ۲۰۲۱، افزایش اندکی در آرای خود ثبت کرد. اما در انتخابات ایالتی برمن (۲۰۲۳)، این حزب به دلیل اختلافات داخلی و ارائهٔ دو فهرست جداگانهٔ نامزدها، از سوی کمیتهٔ انتخاباتی ایالتی رد صلاحیت شد و نتوانست شرکت کند. در عوض، حزب راست‌گرای دیگر یعنی شهروندان خشمگین شرکت کرد و موفق شد با جهشی قابل‌توجه از یک کرسی در سال ۲۰۱۹ به ۱۰ کرسی در مجلس ایالتی برمن برسد. در ۲۵ ژوئن ۲۰۲۳، هم‌زمان با افزایش محبوبیت آاف‌د در نظرسنجی‌ها، شاخهٔ آاف‌د در تورینگن موفق شد در شهرستان زون‌نبرگ برای نخستین بار پیروزی در انتخابات منطقه‌ای را به‌دست آورد. در دور دوم نظام انتخاباتی دومرحله‌ای که در ۲ ژوئیه برگزار شد، نامزد آاف‌د، هانس لوت، رقیب سیاستمدار مستقل خود نیلس ناومن را شکست داد، و بدین ترتیب، به نخستین شهردار رسمی آاف‌د در آلمان تبدیل شد.
در ۸ اکتبر، در جریان انتخابات ایالتی در هسن، آاف‌د با کسب ۹ کرسی بیشتر، به دومین حزب بزرگ در این ایالت بدل شد و در انتخابات ایالتی بایرن (۲۰۲۳) نیز با ۱۰ کرسی افزوده، به جایگاه سوم رسید. ناظران این افزایش حمایت از آاف‌د را محدود به سطح محلی ندانستند. نظرسنجی انتخابات فدرال آلمان (۲۰۲۵) که در اوایل ژوئیهٔ ۲۰۲۳ انجام شد، نشان داد که آاف‌د با پیشی گرفتن از حزب سوسیال دموکرات آلمان، در جایگاه دوم پس از ائتلاف حزب اتحادیه قرار گرفته است.
یکی از رهبران حزب سوسیال دموکرات آلمان اظهار داشت که اگر آاف‌د از سوی اداره فدرال نگهبانی از قانون اساسی به‌عنوان «گروهی متشکل از راست‌گرایان افراطی اثبات‌شده» طبقه‌بندی شود، باید احتمال ممنوعیت آن را بررسی کرد. فریدریش مرتس، رهبر اتحادیه دموکرات مسیحی آلمان، در واکنش گفت: «ممنوع‌کردن احزاب، هرگز واقعاً مشکلات سیاسی را حل نکرده است.» مردم آلمان در این باره دچار دوگانگی‌اند: ۴۷ درصد موافق ممنوعیت و ۴۷ درصد مخالف آن هستند؛ این ممنوعیت در غرب آلمان و میان طرفداران اتحاد ۹۰/سبزها از محبوبیت بیشتری برخوردار است.
در دسامبر ۲۰۲۳، تیم لوخنر از آاف‌د در انتخابات شهرداری پیرنا (در زاکسن) پیروز شد و نخستین شهردار عضو این حزب در شهری با بیش از ۲۰٬۰۰۰ نفر جمعیت لقب گرفت.
در سال ۲۰۲۳، بیش از ۸۶ مورد خشونت سیاسی علیه نمایندگان حزب آاف‌د گزارش شد که بیشتر از هر حزب آلمانی دیگر بود.

#### نشست ۲۰۲۳ و اعتراضات پس از آن
در ژانویهٔ ۲۰۲۴، پایگاه خبری کارکتیو گزارش داد که اعضایی از آاف‌د در نوامبر ۲۰۲۳ در نشستی محرمانه با چهره‌هایی از راست افراطی آلمان و اتریش شرکت کرده‌اند. بنا بر این گزارش، در این نشست طرحی موسوم به «بازمهاجرت» برای اخراج مهاجران—شامل شهروندان آلمانیِ تابعیت‌گرفته—مورد بحث قرار گرفته است. از جمله حاضران در نشست، فعال جنبش هویت‌خواهی، مارتین زلنر بود. آاف‌د از محتوای این نشست فاصله گرفت و اعلام کرد که مسئول آنچه در آن‌جا مطرح شده نیست و اعضایش در ظرفیت شخصی در نشست شرکت کرده‌اند. آلیس وایدل همکاری خود را با رولاند هارتویگ، مشاور حاضر در این نشست، قطع کرد. سیاست‌مداران آلمانی، از جمله صدراعظم اولاف شولتس، این طرح را محکوم کردند. این افشاگری موجب اعتراضات گسترده‌ای در سراسر آلمان علیه آاف‌د شد و معترضان خواهان ممنوعیت این حزب شدند. در پی این رخدادها و نیز جنجال‌های پیرامون ماکسیمیلیان کراه، آاف‌د از گروه هویت و دموکراسی در پارلمان اروپا اخراج شد. حزب محافظه‌کار خلق استونی (EKRE) از اخراج شخص کراه حمایت کرد، اما با حذف کل هیئت آاف‌د مخالفت نمود. در مقابل، حزب آزادی اتریش نیز با اخراج آاف‌د مخالفت کرد.

#### ۲۰۲۴

نمودار نتایج آاف‌د در انتخابات پارلمان اروپا در آلمان (۲۰۲۴)

در ۹ ژوئن ۲۰۲۴، آاف‌د با کسب ۱۶٪ از آرا در انتخابات پارلمان اروپا، پس از حزب اتحادیه در جایگاه دوم قرار گرفت و نسبت به انتخابات ۲۰۱۹، نزدیک به پنج درصد افزایش رأی داشت. آاف‌د در هر پنج ایالت آلمان شرقی پیشین پیروز شد.
تینو کروپالا، از رهبران حزب، این نتایج را «تاریخی» توصیف کرد. در تلاش برای بازگشت به گروه هویت و دموکراسی، آاف‌د رنه اوست را جایگزین ماکسیمیلیان کراه به‌عنوان رئیس هیئت خود در پارلمان اروپا کرد. با این حال، آاف‌د نتوانست به گروه هویت و دموکراسی—که اکنون با عنوان میهن‌پرستان برای اروپا شناخته می‌شود—بپیوندد. در عوض، این حزب گروه جدیدی به نام گروه ملت‌های حاکم در اروپا (ESN) را تشکیل داد که عمدتاً از اعضای آاف‌د و چند حزب قوم‌محور دیگر از سراسر اروپا تشکیل شده‌است.

#### انتخابات ایالتی در آلمان شرقی سابق
در انتخابات ایالتی تورینگن (۲۰۲۴)، آاف‌د به نخستین حزب راست افراطی در آلمان پس از حزب ناسیونال سوسیالیست کارگران آلمان تبدیل شد که در یک انتخابات ایالتی، اکثریت نسبی کرسی‌ها را به‌دست می‌آورد. آاف‌د همچنین در براندنبورگ و زاکسن عملکرد قوی‌ای داشت.

#### ۲۰۲۵

نمودار ترکیب کرسی‌ها در بوندستاگ

در ۲۳ فوریه ۲۰۲۵، آاف‌د در انتخابات فدرال آلمان (۲۰۲۵) با کسب ۲۰٫۸٪ از آرا، پس از حزب اتحادیه در جایگاه دوم قرار گرفت و نسبت به انتخابات ۲۰۲۱، ۱۰٫۴ درصد رشد داشت. این حزب در ایالت‌های آلمان شرقی پیشین نزدیک به یک‌سوم آرا را کسب کرد؛ کمترین میزان در براندنبورگ با ۳۲٫۵٪ و بیشترین در تورینگن با ۳۸٫۵٪ بود. آاف‌د در تمامی حوزه‌های انتخابیهٔ آلمان شرقی سابق به‌جز پوتسدام، ارفورت و یکی از دو حوزهٔ لایپزیگ، برنده شد. در آلمان غربی سابق نیز این حزب با اختلاف کمتر از نیم درصد از حزب سوسیال دموکرات آلمان پیشی گرفت و در دو ایالت جنوب‌غربی زارلاند (۲۱٫۶٪) و راینلاند فالتس (۲۰٫۱٪) بیش از ۲۰٪ رأی به‌دست آورد.
در آوریل ۲۰۲۵، آاف‌د برای نخستین‌بار در نظرسنجی‌های انتخاباتی جایگاه نخست را به خود اختصاص داد.

## دیدگاه‌های سیاسی
فراوکه پتری رئیس وقت حزب، خواهان آن بود که جلوی ورود بیشتر پناهجویان به آلمان گرفته‌شود. وی گفته بود: پلیس باید اجازه داشته باشد در مواقع ضروری به پناهجویانی که بدون نام‌نویسی قصد ورود به خاک آلمان را دارند شلیک کند. پتری پس از آن اظهار داشت که او از این اصطلاح شلیک استفاده نکرده است؛ اما پلیس مرزی باید برای حفظ تمامیت مرزهای اروپا از قانون پیروی کند.

### اسلام‌ستیزی
رهبران حزب آلترناتیو برای آلمان از اسلام با عنوان امپریالیسم دینی سخن می‌گویند. برنامه انتخاباتی این حزب روشن است؛ بزرگ‌نمایی خطر اسلام و ایجاد وحشت ناشی از بر باد رفتن آزادی‌های فردی در بین مردم این کشور. دو موضوع در کارزار انتخاباتی حزب آلترناتیو برای آلمان نقش مهمی ایفا می‌کنند. این دو موضوع عبارتند: از «اسلام» و «امنیت داخلی». هر دو رهبر این حزب در سخنرانی‌های خود و در کارزار انتخاباتی این دو موضوع را اساس تبلیغات حزبی خود قرار داده‌اند؛ دو موضوعی که به باور آن‌ها به یکدیگر مربوط هستند. از آن گذشته، حزب آلترناتیو برای آلمان تصمیم دارد فعالیت پارلمانی خود را پس از ورود به بوندس‌تاگ بر این دو محور تنظیم کند. موضوع اصلی حزب آلترناتیو برای آلمان کماکان موضوع پناهندگی و پناهجویی در این کشور است. اما با کاهش شمار تقاضای پناهندگی در آلمان، آن‌ها همان موضوع را به‌طور غیرمستقیم و با جلوه‌ای جدید در پوشش دو موضوع «اسلام» و «امنیت داخلی» عرضه می‌کنند. شعار و محور اصلی تبلیغ حزب این است: «امنیت داخلی در آلمان در حال محو شدن است و این یکی از پیامدهای مستقیم سیاست مرزهای باز است.» می‌توان گفت دو چهره اصلی حزب آلترناتیو برای آلمان، یعنی آلکساندر گاولند و آلیس وایدل به تقسیم کاری بین خود رسیده‌اند. درحالی‌که آلیس وایدل به گونه‌ای مداوم نسبت به از بین رفتن امنیت در جامعه آلمان هشدار می‌دهد، وظیفه آلکساندر گاولند تبلیغ پیرامون زیان‌های برخاسته از اسلام و باورهای اسلامی است.

### ضدیت با مهاجرین به خصوص پناهندگان
حزب آلترناتیو برای آلمان نخستین و اصلی‌ترین حزب مخالف سیاست‌های مهاجرتی دولت آلمان و ورود مهاجرین به این کشور است. موفقیت‌های این حزب ظرف سال گذشته عمدتاً برخاسته از نارضایتی عمومی مردم آلمان از سیاست مهاجرپذیری آنگلا مرکل بوده است، به‌ویژه گشودن درهای کشور بر روی پناهجویان سوری و دیگر کشورهای عربی باعث نارضایتی مردم شده است. از سال ۲۰۱۵ تا کنون بیش از یک میلیون و ۵۰۰ هزار نفر مهاجر وارد آلمان شده‌اند. حزب آلترناتیو برای آلمان خواستار بستن مرزهای اتحادیه اروپا و کنترل کامل مرزهای آلمان است. این حزب در ضمن خواهان آن است تا با ایجاد کمپ‌های پناهندگی در خارج از مرزهای کشور، از ورود پناهجویان به آلمان جلوگیری شود. این حزب خواستار اخراج فوری همه کسانی است که درخواست پناهندگی سیاسی آن‌ها رد شده است. حزب آلترناتیو برای آلمان در عین حال مایل است که با پشتیبانی مالی، خارجیان ساکن آلمان را به ترک این کشور و بازگشت به کشور خود ترغیب کند. این حزب معتقد است که آن دسته از خارجیانی که اجازه سکونت در آلمان را دریافت می‌کنند، می‌باید کاملاً به وظیفه همگرایی در جامعه آلمان پایبند باشند. از این رو، فراگیری زبان آلمانی و آشنایی با فرهنگ بومی آلمان از نظر آنان، برای زندگی در این کشور الزامی است. به باور این حزب، اسلام بخشی از جامعه و فرهنگ آلمان نیست.

### ضدیت با اتحادیه اروپا
زمانی که حزب آلترناتیو برای آلمان در سال ۲۰۱۳ تأسیس شد، از اخراج همه کشورهای مقروض اتحادیه اروپا، مثل یونان دفاع می‌کرد. یکی از پایه‌گذاران این حزب، برند لوکه، این حزب را حزب جدیدی می‌دانست که نه گرایش به راست دارد و نه گرایش به چپ. در انتخابات پارلمانی سال ۲۰۱۳ آلمان، حزب آلترناتیو برای آلمان موفق نشد شرط به دست آوردن حداقل ۵ درصد آرا برای ورود به مجلس را تأمین کند. اما یک سال بعد، در سال ۲۰۱۴، همین حزب موفق شد در انتخابات پارلمان اروپا، بیش از ۷ درصد رای بیاورد. این نخستین پیروزی انتخاباتی حزب آلترناتیو برای آلمان به‌شمار می‌آمد. این حزب مخالفت ایده «دولت‌های متحده اروپا» بوده و مایل است که اعضای قدرتمند اتحادیه اروپا با تغییر رویکرد خود به سطح ملی پیشین بازگردند. از این‌رو حزب آلترناتیو برای آلمان مخالف یورو به عنوان واحد پولی مشترک اتحادیه اروپاست.

### سیاست پوپولیسم راست
حزب آاِف‌د، به‌رغم ویژگی‌های غیرحزبی اولیه خود، به مرور زمان بدل به یک حزب راستگرا شده است که عملاً از سیاستی راست‌تر در قیاس با احزاب محافظه‌کار این کشور، یعنی دو حزب دموکرات مسیحی و سوسیال مسیحی پیروی می‌کند. این حزب هم خواستار جذب نیروهای راست‌افراطی آلمان است و هم مایل است تا آن دسته از مردمی را که از سیاست جاری و حاکم آلمان ناراضی هستند، به سوی خود جلب کند. برخی از صاحبنظران از «رادیکالیزه شدن هسته‌مرکزی» این حزب می‌گویند. به باور آن‌ها این حزب در بین مردم ساکن ایالت‌های شرقی کشور که پیش از این آلمان دموکراتیک را تشکیل می‌دادند، از محبوبیت بیشتری برخوردار است. مطالعات صورت گرفته نشان می‌دهد که حزب آاِف‌د از همه احزاب تثبیت شده آلمان نیرو جذب کرده و شمار اعضای آن به ۲۳ هزار نفر رسیده است. بسیاری از مفسران، رشد نفوذ و قدرت این حزب را جلوه دیگری از قدرت‌گیری پوپولیستها می‌دانند، یعنی همان روندی که باعث خروج بریتانیا از اتحادیه اروپا شد یا پیروزی دونالد ترامپ را در انتخابات آمریکا رقم زد.

## نتایج انتخاباتی
حزب آلترناتیو برای آلمان از سال ۲۰۱۶ به بعد در بسیاری از مناطق آلمان به رقیب سیاسی احزاب سنتی این کشور مبدل شد. در سال ۲۰۱۹ این حزب در پارلمان‌های ده ایالت از ۱۶ ایالت آلمان حضور داشت. حضور این حزب در پارلمان‌های ایالت‌های شرقی آلمان به نسبت پررنگ‌تر است. در انتخابات ایالتی سال ۲۰۱۶ در ایالت زاکسن-آنهالت، این حزب موفق شد بیش از ۲۴ درصد آرا را از آن خود کند؛ پدیده‌ای که ائتلاف سه حزب دموکرات مسیحی، سوسیال دموکرات و سبزها را الزامی ساخت. یا در انتخابات پارلمان ایالت مکلنبورگ فورپومن که در سپتامبر سال ۲۰۱۶ صورت گرفت، این حزب نزدیک به ۲۱ درصد آرا را به دست آورد و حتی از حزب دموکرات مسیحی، یعنی حزب صدراعظم آلمان، آنگلا مرکل نیز پیشی گرفت. در ماه آوریل سال ۲۰۱۷ نیز، حزب آلترناتیو موفق شد با کسب بیش از ۶ درصد آرا، وارد پارلمان ایالت زارلند شود. در انتخابات ایالتی فوریه سال ۲۰۲۰ مجلس هامبورگ این حزب ۵٫۲ درصد کل آرا را به‌دست‌آورد که ۰٫۸ درصد نسبت به دوره قبل کاهش داشته است.
اگرچه بعد از چند سال اقبال برای این حزب، انتخابات دو ایالت بادن وورتمبرگ و راینلند فالتس در سال ۲۰۲۱ با شکست برای این حزب همراه بود.

### انتخابات ایالتی
| پارلمان ایالتی    | سال انتخابات | تعداد آرا | درصد آرا     | تعداد کرسی‌ها | تعداد کرسی‌ها | تعداد کرسی‌ها | دولت      |
| پارلمان ایالتی    | سال انتخابات | تعداد آرا | درصد آرا     | تعداد        | تغییر        | رتبه         | دولت      |
| ----------------- | ------------ | --------- | ------------ | ------------ | ------------ | ------------ | --------- |
| بادن ووتمبرگ      | ۲۰۲۱         | ۴۷۳۳۰۹    | ۹/۷ (پنجم)   | ۱۷ از ۱۴۳    | ۶            | پنجم         | اپوزیسیون |
| بایرن             | ۲۰۱۸         | ۱۳۸۳۸۶۶   | ۱۰/۲ (چهارم) | ۲۲ از ۲۰۵    | ۲۲           | چهارم        | اپوزیسیون |
| برلین             | ۲۰۲۱         | ۱۴۵٬۴۹۴   | ۸٫۰ (پنجم)   | ۱۳ از ۱۶۰    | 12           | پنجم         | اپوزیسیون |
| براندنبورگ        | ۲۰۱۹         | ۲۹۷۴۸۴    | ۲۳/۵(دوم)    | ۲۳ از ۸۸     | ۱۲           | دوم          | اپوزیسیون |
| برمن              | ۲۰۱۹         | ۸۹۷۴۴     | ۶/۱ (پنجم)   | ۵ از ۸۴      | 1            | پنجم         | اپوزیسیون |
| هامبورگ           | ۲۰۲۰         | ۲۱۱۳۲۷    | ۵/۳ (پنجم)   | ۷ از ۱۲۱     | ۱            | پنجم         | اپوزیسیون |
| هسن               | ۲۰۱۸         | ۳۷۸۶۹۲    | ۱۳/۱ (چهارم) | ۱۹ از ۱۳۷    | ۱۹           | چهارم        | اپوزیسیون |
| نیدرزاکسن         | ۲۰۱۷         | ۲۳۵۸۴۰    | ۶/۲ (پنجم)   | ۹ از ۱۳۷     | ۹            | پنجم         | اپوزیسیون |
| مکلنبورگ فورپومرن | ۲۰۲۱         | ۱۵۲٫۷۴۷   | ۱۶٫۷ (دوم)   | ۱۴ از ۷۹     | 4            | دوم          | اپوزیسیون |
| نوردراین-وستفالن  | ۲۰۱۷         | ۶۲۴۵۵۲    | ۷/۴ (چهارم)  | ۱۶ از ۱۹۹    | ۱۶           | چهارم        | اپوزیسیون |
| راینلند-فالتس     | ۲۰۲۱         | ۱۶۰۲۷۳    | ۸/۳ (چهارم)  | ۹ از ۱۰۱     | ۵            | چهارم        | اپوزیسیون |
| زارلند            | ۲۰۱۷         | ۳۲۹۷۱     | ۶/۲ (چهارم)  | ۳ از ۵۱      | ۳            | چهارم        | اپوزیسیون |
| زاکسن             | ۲۰۱۹         | ۵۹۵۶۷۱    | ۲۷/۵ (دوم)   | ۳۸ از ۱۱۹    | ۲۴           | دوم          | اپوزیسیون |
| زاکسن-آنهالت      | ۲۰۲۱         | ۲۲۱٬۴۹۸   | ۲۰٫۸ (#دوم)  | ۲۳ از ۹۷     | ۲            | دوم          | اپوزیسیون |
| اشلسویگ-هولشتاین  | ۲۰۱۷         | ۸۶۲۷۵     | ۵/۹ (پنجم)   | ۵ از ۷۳      | ۵            | پنجم         | اپوزیسیون |
| تورینگن           | ۲۰۱۹         | ۲۵۹۳۵۹    | ۲۳/۴ (دوم)   | ۲۲ از ۹۰     | ۱۱           | دوم          | اپوزیسیون |

### انتخابات فدرال

نتایج میزان رای دهی ایالات مختلف آلمان به حزب آلترناتیو برای آلمان در انتخابات ۲۰۱۷ بوندستاگ

در انتخابات ۲۰۱۷ پارلمان آلمان، بیش از ۱۲ درصد کل رأی‌دهندگان به حزب آلترناتیو برای آلمان رای دادند. برای نخستین بار در تاریخ جمهوری فدرال آلمان، یک حزب راستگرا به پارلمان این کشور راه یافت. این حزب با ۹۴ کرسی از ۷۰۹ کرسی پارلمان آلمان، سومین حزب پرقدرت مجلس پس از احزاب متحده (دموکرات مسیحی و سوسیال مسیحی) و سوسیال دمکرات است. پیروزی حزب آلترناتیو برای آلمان ظاهراً این تصور را تغییر داده که آلمان در برابر خطر راست افراطی مصون است و سیستم‌های کنترل سیاسی برای مهار آن را در اختیار دارد. گویا آلمان هم دیگر در برابر راست افراطی مصونیت ندارد.
| سال  | تعداد آرای حوزه‌ها | تعداد آرای لیست حزبی | درصد آرای لیست حزبی | تعداد کرسی‌ها | تعییر | وضعیت            |
| ---- | ----------------- | -------------------- | ------------------- | ------------ | ----- | ---------------- |
| ۲۰۱۳ | ۸۱۰۹۱۵            | ۲۰۵۶۹۸۵              | ۴/۷                 | ۰ از ۶۳۱     | --    | بیرون از پارلمان |
| ۲۰۱۷ | ۵۳۱۶۰۹۵           | ۵۸۷۷۰۹۴              | ۱۲٫۶ (سوم)          | ۹۴ از ۷۰۹    | ۹۴    | اپوزیسیون        |
| ۲۰۲۱ | ۴٬۶۹۴٬۰۱۷         | ۴٬۸۰۲٬۰۹۷            | ۱۰٫۳ (پنجم)         | ۸۳ از ۷۳۵    | 11    | اپوزیسیون        |

## رای دادگاه قانون اساسی آلمان
در روز ۳ مارس ۲۰۲۱ دادگاه قانون اساسی آلمان، حزب آلترناتیو را یک حزب مظنون به گرایش‌های راست افراطی نامید و آن را به دلیل به زیر سؤال بردن نظم دموکراتیک و گرایشهای راست افراطی و خلاف قانون اساسی، تحت مراقبت و نظارت‌های امنیتی قرار داد. رهبران حزب این اتهامات را رد کردند. یک سال پیش از آن، شاخه جوانان این حزب تحت نظر قرار گرفته بود.